# Leichtathletik-Weltmeisterschaften 2013/Teilnehmer (Frankreich)
| Gelbes Symbol für Goldmedaillen mit stilisierten Olympischen Ringen | Graues Symbol für Silbermedaillen mit stilisierten Olympischen Ringen | Braundes Symbol für Bronzemedaillen mit stilisierten Olympischen Ringen |
| ------------------------------------------------------------------- | --------------------------------------------------------------------- | ----------------------------------------------------------------------- |
| 1                                                                   | 2                                                                     | 1                                                                       |

Der Leichtathletik-Verband Frankreichs stellte 52 Teilnehmer bei den Leichtathletik-Weltmeisterschaften 2013 in der russischen Hauptstadt Moskau.

## Ergebnisse

### Männer

#### Laufdisziplinen
| Athlet                                                                                     | Disziplin        | Vorlauf     | Vorlauf | Halbfinale         | Halbfinale         | Finale             | Finale             |
| Athlet                                                                                     | Disziplin        | Zeit        | Platz   | Zeit               | Platz              | Zeit               | Platz              |
| ------------------------------------------------------------------------------------------ | ---------------- | ----------- | ------- | ------------------ | ------------------ | ------------------ | ------------------ |
| Christophe Lemaitre                                                                        | 100 m            | 10,12 s     | 9       | 10,00 s            | 8                  | 10,06 s            | 7                  |
| Jimmy Vicaut                                                                               | 100 m            | 10,06 s     | 6       | 10,01 s            | 10                 | nicht qualifiziert | nicht qualifiziert |
| Christophe Lemaitre                                                                        | 200 m            | DNS         | DNS     | –––                | –––                | –––                | –––                |
| Jimmy Vicaut                                                                               | 200 m            | 20,50 s     | 11      | 20,51 s            | 14                 | nicht qualifiziert | nicht qualifiziert |
| Pierre-Ambroise Bosse                                                                      | 800 m            | 1:47,70 min | 26      | 1:44,75 min        | 5                  | 1:44,79 min        | 7                  |
| Florian Carvalho                                                                           | 1500 m           | 3:38,70 min | 11      | 3:36,26 min        | 4                  | 3:39,17 min        | 11                 |
| Simon Denissel                                                                             | 1500 m           | 3:42,06 min | 31      | nicht qualifiziert | nicht qualifiziert | nicht qualifiziert | nicht qualifiziert |
| Bouabdellah Tahri                                                                          | 1500 m           | 3:38,82 min | 13      | 3:44,24 min        | 20                 | nicht qualifiziert | nicht qualifiziert |
| Pascal Martinot-Lagarde                                                                    | 110 m Hürden     | 13,63 s     | 22      | nicht qualifiziert | nicht qualifiziert | nicht qualifiziert | nicht qualifiziert |
| Thomas Martinot-Lagarde                                                                    | 110 m Hürden     | 13,33 s     | 5       | 13,39 s            | 8                  | 13,42 s            | 7                  |
| Yoann Décimus                                                                              | 400 m Hürden     | 50,21 s     | 25      | nicht qualifiziert | nicht qualifiziert | nicht qualifiziert | nicht qualifiziert |
| Mickaël Francois                                                                           | 400 m Hürden     | 50,02 s     | 22      | 50,58 s            | 22                 | nicht qualifiziert | nicht qualifiziert |
| Benjamin Malaty                                                                            | Marathon         |             |         |                    |                    | 2:19:21 h          | 28                 |
| Yoann Kowal                                                                                | 3000 m Hindernis | 8:23,74 min | 5       |                    |                    | 8:17,41 min        | 8                  |
| Mahiedine Mekhissi-Benabbad                                                                | 3000 m Hindernis | 8:15,43 min | 1       |                    |                    | 8:07,86 min        | Bronze             |
| Noureddine Smaïl                                                                           | 3000 m Hindernis | 8:24,05 min | 12      |                    |                    | DNF                | DNF                |
| Kévin Campion                                                                              | 20 km Gehen      |             |         |                    |                    | DNF                | DNF                |
| Bertrand Moulinet                                                                          | 20 km Gehen      |             |         |                    |                    | 1:26:12 h SB       | 29                 |
| Yohann Diniz                                                                               | 50 km Gehen      |             |         |                    |                    | 3:45:18 h          | 10                 |
| David Alerte Emmanuel Biron Christophe Lemaitre Arnaud Remy Jimmy Vicaut Mickaël-Meba Zézé | 4 × 100          | 38,97 s     | 17      |                    |                    | nicht qualifiziert | nicht qualifiziert |

#### Sprung/Wurf
| Athlet                    | Disziplin      | Qualifikation | Qualifikation | Finale             | Finale             |
| Athlet                    | Disziplin      | Weite/Höhe    | Platz         | Weite/Höhe         | Platz              |
| ------------------------- | -------------- | ------------- | ------------- | ------------------ | ------------------ |
| Salim Sdiri               | Weitsprung     | 7,64 m        | 21            | nicht qualifiziert | nicht qualifiziert |
| Yoann Rapinier            | Dreisprung     | 17,39 m       | 2             | 15,17 m            | 12                 |
| Gaëtan Saku Bafuanga Baya | Dreisprung     | 16,63 m       | 27            | 16,79 m            | 7                  |
| Teddy Tamgho              | Dreisprung     | 17,41 m       | 1             | 18,04 m NR         | Gold               |
| Mickaël Hanany            | Hochsprung     | 2,26 m        | 14            | nicht qualifiziert | nicht qualifiziert |
| Valentin Lavillenie       | Stabhochsprung | 5,55 m        | 11            | NM                 | NM                 |
| Renaud Lavillenie         | Stabhochsprung | 5,65 m        | 1             | 5,89 m             | Silber             |
| Quentin Bigot             | Hammerwurf     | 74,98 m       | 13            | nicht qualifiziert | nicht qualifiziert |

#### Zehnkampf
| Athlet      | Disziplin | 100 m   | Weit- sprung | Kugel- stoßen | Hoch- sprung | 400 m   | 110 m Hürden | Diskus- wurf | Stabhoch- sprung | Speer- wurf | 1500 m      | Punkte  | Platz |
| ----------- | --------- | ------- | ------------ | ------------- | ------------ | ------- | ------------ | ------------ | ---------------- | ----------- | ----------- | ------- | ----- |
| Kevin Mayer | Ergebnis  | 11,23 s | 7,50 m       | 13,76 m       | 2,05 m SB    | 49,53 s | 14,21 s PB   | 45,37 m PB   | 5,20 m PB        | 66,09 m PB  | 4:25,04 min | 8446 PB | 4     |
| Kevin Mayer | Punkte    | 810     | 935          | 714           | 850          | 836     | 948          | 774          | 972              | 830         | 777         | 8446 PB | 4     |
| Gaël Quérin | Ergebnis  | 11,19 s | 7,18 m       | 13,03 m       | 1,90 m       | 48,78 s | 14,87 s      | 38,34 m      | -                | 50,66 m     | 4:18,58 min | 6846    | 25    |
| Gaël Quérin | Punkte    | 819     | 857          | 669           | 714          | 872     | 865          | 631          | 0                | 598         | 821         | 6846    | 25    |

### Frauen

#### Laufdisziplinen
| Athletin                                                                                      | Disziplin    | Vorlauf      | Vorlauf | Halbfinale         | Halbfinale         | Finale             | Finale             |
| Athletin                                                                                      | Disziplin    | Zeit         | Platz   | Zeit               | Platz              | Zeit               | Platz              |
| --------------------------------------------------------------------------------------------- | ------------ | ------------ | ------- | ------------------ | ------------------ | ------------------ | ------------------ |
| Stella Akakpo                                                                                 | 100 m        | 11,43 s      | 25      | nicht qualifiziert | nicht qualifiziert | nicht qualifiziert | nicht qualifiziert |
| Myriam Soumaré                                                                                | 100 m        | 11,34 s      | 20      | 11,31 s            | 13                 | nicht qualifiziert | nicht qualifiziert |
| Johanna Danois                                                                                | 200 m        | 23,00 s      | 17      | 23,15 s            | 18                 | nicht qualifiziert | nicht qualifiziert |
| Lénora Guion-Firmin                                                                           | 200 m        | 22,91 s SB   | 15      | 23,11 s            | 16                 | nicht qualifiziert | nicht qualifiziert |
| Myriam Soumaré                                                                                | 200 m        | 22,83 s SB   | 9       | 22,85 s            | 11                 | nicht qualifiziert | nicht qualifiziert |
| Marie Gayot                                                                                   | 400 m        | 51,83 s      | 16      | 51,54 s PB         | 14                 | nicht qualifiziert | nicht qualifiziert |
| Floria Gueï                                                                                   | 400 m        | 51,75 s      | 15      | 51,42 s PB         | 12                 | nicht qualifiziert | nicht qualifiziert |
| Sophie Duarte                                                                                 | 5000 m       | 16:05,14 min | 17      |                    |                    | nicht qualifiziert | nicht qualifiziert |
| Christelle Daunay                                                                             | 10.000 m     |              |         |                    |                    | 32:04,44 min       | 10                 |
| Cindy Billaud                                                                                 | 100 m Hürden | 12,71 s      | 3       | 12,78 s            | 8                  | 12,84 s            | 7                  |
| Reïna-Flor Okori                                                                              | 100 m Hürden | 13,01 s      | 11      | 13,15 s            | 21                 | nicht qualifiziert | nicht qualifiziert |
| Phara Anacharsis                                                                              | 400 m Hürden | 56,73 s      | 20      | nicht qualifiziert | nicht qualifiziert | nicht qualifiziert | nicht qualifiziert |
| Carmen Oliveras                                                                               | Marathon     |              |         |                    |                    | 2:48:58 h          | 33                 |
| Stella Akakpo Johanna Danois Ayodelé Ikuesan Myriam Soumare Émilie Gaydu Céline Distel-Bonnet | 4 × 100      | 42,25 s SB   | 3       |                    |                    | DSQ                | DSQ                |
| Phara Anacharsis Marie Gayot Floria Gueï Lénora Guion-Firmin Muriel Hurtis                    | 4 × 400      | 3:27,75 min  | 5       |                    |                    | 3:24,21 min SB     | 4                  |

#### Sprung/Wurf
| Athletin             | Disziplin      | Qualifikation | Qualifikation | Finale             | Finale             |
| Athletin             | Disziplin      | Weite/Höhe    | Platz         | Weite/Höhe         | Platz              |
| -------------------- | -------------- | ------------- | ------------- | ------------------ | ------------------ |
| Éloyse Lesueur       | Weitsprung     | 6,39 m        | 22            | nicht qualifiziert | nicht qualifiziert |
| Marion Lotout        | Stabhochsprung | 4,55 m        | 9             | 4,45 m             | 12                 |
| Mélina Robert-Michon | Diskuswurf     | 63,16 m       | 5             | 66,28 m NR         | Silber             |

#### Siebenkampf
| Athletin                   | Disziplin | 100 m Hürden | Hochsprung | Kugelstoßen | 200 m   | Weitsprung | Speerwurf | 800 m       | Punkte  | Platz |
| -------------------------- | --------- | ------------ | ---------- | ----------- | ------- | ---------- | --------- | ----------- | ------- | ----- |
| Antoinette Nana Djimou Ida | Ergebnis  | 13,36 s SB   | 1,77 m SB  | 14,54 m     | 24,95 s | 5,97 m     | 52,47 m   | 2:18,44 min | 6326 SB | 8     |
| Antoinette Nana Djimou Ida | Punkte    | 1071         | 941        | 830         | 891     | 840        | 908       | 845         | 6326 SB | 8     |